# By the Sad Sea Waves
By the Sad Sea Waves è un cortometraggio muto del 1917 diretto da Alfred J. Goulding. Il film fu prodotto da Hal Roach e aveva come protagonista Harold Lloyd.

## Trama
Un ragazzo salva un uomo dall'annegamento, solo per constatare che è l'uomo sbagliato.

## Produzione
Il film fu prodotto da Hal Roach per la Rolin Films. Venne girato dal 7 al 20 luglio 1917 sulla spiaggia di Venice, in California.

## Distribuzione
Distribuito dalla Pathé Exchange, il film - un cortometraggio in una bobina - uscì nelle sale cinematografiche USA il 30 settembre 1917. Ne fu fatta una riedizione che fu distribuita nel 1921. La pellicola è stata masterizzata e pubblicata nel 2008 in DVD dalla All-Day Entertainment.